# Bahita caracana
Bahita caracana är en insektsart som beskrevs av Rauno E. Linnavuori och Delong 1978. Bahita caracana ingår i släktet Bahita och familjen dvärgstritar. Inga underarter finns listade i Catalogue of Life.